# Hydrocotyle pterocarpa
Hydrocotyle pterocarpa är en växtart i släktet Hydrocotyle och familjen araliaväxter.
Arten är en perenn ört som förekommer i sydöstra Australien och i Nya Zeeland. Den beskrevs av Ferdinand von Mueller 1855.